# Object Management Group
Object Management Group (OMG) et et konsortium, der har til formål at fastsætte standarder indenfor objekt-orienteret programmering og modeller af systemer. I 1989 startede dette konsortium, som inkluderer Hewlett-Packard Company, IBM Corporation, Apple Computer Inc. og Sun Microsystems Inc., arbejdet med at lave en standard så objekter i forskellige computer med forskellige operativsystemer kan kalde hinandens metoder. Målet var et fælles binært objekt med metoder og data der kunne virker i alle udviklingsmiljør og på alle typer af platforme. Via en komite af organisationer lykkedes det OMG at lave den første Common Object Request Broker Architecture (CORBA) standard der blev offentligtgjort i 1991. I marts 2003 var den seneste standard CORBA version 3.0.
OMG adopterede også den nu nedlagte OpenDoc standard.
På det seneste har OMG lavet standarden Unified Modeling Language (UML) og teknologien Meta-Object Facility (MOF) og XML Metadata Interchange (XMI). Det har også bevæget sig i ind Model Driven Architecture (MDA), og lignende standarder, der bygger på UMLs succes. I april 2005 var de seneste version af UML og MOF version 2.0 og XMI er version 2.1.

## Eksternt link
Object Management Group website